# Nước chôn vùi
Nước chôn vùi hay còn gọi là nước cổ là nước ngầm được giữ lại trong tầng ngậm nước hàng thiên niên kỷ. Đây là loại nước thứ sinh được hình thành sau sự hình thành tầng đá chứa nó, hay nói cách khác tuổi của loại nước này nhỏ hơn tuổi của trầm tích cấu tạo nên tầng đá chứa nó. Khi các điều kiện địa chất thay đổi làm chắn lối thoát nước trong trầm tích hay nước không được tiếp tục bổ sung từ bên ngoài thì gọi là nước chôn vùi. Định tuổi cacbon cho thấy rằng một vài loại nước này có tuổi khoảng 40.000 năm, nghĩa là trước khi kết thúc thời kỳ băng hà gần đây nhất.
Trong các tầng ngậm nước Ogallala và tầng ngậm nước Nubia cũng được ghi nhận là có nước chôn vùi. Việc khai thác nước chôn vùi đôi khi còn được xem là hoạt động khai thác mỏ nước bởi vì đây là nguồn tài nguyên không tái tạo.